# Aphilopota alloeomorpha
Aphilopota alloeomorpha är en fjärilsart som beskrevs av Louis Beethoven Prout 1938. Aphilopota alloeomorpha ingår i släktet Aphilopota och familjen mätare. Inga underarter finns listade i Catalogue of Life.